# ويليام برغر
ويليام برغر (بالفرنسية: Guillaume Burger) هو كاياكير فرنسي، ولد في 25 يناير 1989 في ستشيلتيغهيم في فرنسا.

## وصلات خارجية
- ويليام برغر على موقع الاتحاد الدولي للكانو (الإنجليزية)
- ويليام برغر على موقع أوليمبيديا (الإنجليزية)
- ويليام برغر على موقع اللجنة الأولمبية الفرنسية (مؤرشف) (الفرنسية)

- الموقع الرسمي